# Kyle Nissen
Kyle Nissen (* 23. August 1979 in Calgary, Alberta) ist ein ehemaliger kanadischer Freestyle-Skier. Er war auf die Disziplin Aerials (Springen) spezialisiert.

## Biografie
Nissen startete ab Februar 1995 der nordamerikanischen Kontinentalmeisterschaft Nor-Am Cup – zunächst jedoch in der damals noch ausgetragenen Disziplin Skiballett, gelegentlich auch in den Buckelpisten-Disziplinen. 1998 wandte er sich endgültig dem Freestyle-Skispringen zu. Sein Debüt im Freestyle-Weltcup hatte er am 4. Dezember 1999 in Whistler-Blackcomb, wo er Zwölfter wurde und die ersten Weltcuppunkte gewann. Am 23. Januar 2000 überraschte er mit seinem ersten Weltcupsieg in Heavenly. Nissen hatte Mühe, diesen Erfolg zu bestätigen. Die Saison 2001/02 begann er mit einem 2. Platz in Mount Buller; aufgrund der starken teaminternen Konkurrenz reichte dies jedoch nicht, um sich für die Olympischen Winterspiele 2002 zu qualifizieren.
In den folgenden zwei Saisons waren Nissens Ergebnisse unbeständig (zwischen den Rängen 2 und 31). 2005 wurde er im Weltcup je einmal Zweiter und Dritter, mit Platz 5 in Ruka erzielte er sein bestes Resultat bei einer Weltmeisterschaft. In der Weltcupsaison 2005/06 stand er viermal auf dem Podest; unter anderem gelang ihm am 8. Januar 2006 in Mont Gabriel der zweite (und letzte) Weltcupsieg. In der Disziplinenwertung belegte er den zweiten Platz hinter dem Weißrussen Dsmitryj Daschtschynski. Bei den Olympischen Winterspielen 2006 sprang er auf Platz 5.
Nissens bestes Ergebnis im Jahr 2007 war ein 2. Platz. Aufgrund einer Verletzung musste er die gesamte Saison 2007/08 pausieren. Mit einem weiteren 2. Platz gelang ihm zu Beginn des Jahres 2009 nochmals die Rückkehr an die Weltspitze. Nissen nahm an den Olympischen Winterspielen 2010 teil, wo er wie vier Jahre zuvor Fünfter wurde. Unmittelbar nach dem olympischen Wettbewerb trat er vom Spitzensport zurück.

## Erfolge

### Olympische Spiele
- Turin 2006: 5. Aerials
- Vancouver 2010: 5. Aerials

### Weltmeisterschaften
- Deer Valley 2003: 14. Aerials
- Ruka 2005: 5. Aerials
- Madonna di Campiglio 2007: 13. Aerials
- Inawashiro 2009: 10. Aerials

### Weltcup
- Saison 2001/02: 5. Aerials-Weltcup, 7. Gesamtwertung
- Saison 2002/03: 9. Aerials-Weltcup
- Saison 2003/04: 9. Aerials-Weltcup
- Saison 2005/06: 2. Aerials-Weltcup, 5. Gesamtwertung
- Saison 2006/07: 5. Aerials-Weltcup
- Saison 2008/06: 4. Aerials-Weltcup
- 12 Podestplätze, davon 2 Siege:

| Datum           | Ort          | Land   |
| --------------- | ------------ | ------ |
| 23. Januar 2000 | Heavenly     | USA    |
| 8. Januar 2006  | Mont Gabriel | Kanada |

### Weitere Erfolge
- 6 Podestplätze im Nor-Am Cup, davon 2 Siege